# Wenn Mutterliebe zur Hölle wird
Wenn Mutterliebe zur Hölle wird (Trapped in a Purple Haze) ist ein US-amerikanisches Familiendrama, das im Jahr 2000 veröffentlicht wurde. Der für das Fernsehen gedrehte Film soll vor allem Jugendliche mit starken Drogenproblemen ansprechen und das Thema für junge Menschen plastischer machen.

## Handlung
Der begabte Maler und begeisterte Eishockeyspieler Max Hanson lebt mit seiner nervenden Mutter zusammen, die völlig überzogene Ansprüche an ihn hat. Plötzlich aber verliebt Max sich in die schöne flippige Molly White, die ihn aus den Qualen seiner Familie befreit. Molly White ist deshalb so gut gelaunt, weil sie regelmäßig Heroin einnimmt. Blind vor Liebe lässt sich Max in die Welt der Drogen verführen. Damit beginnt ein katastrophaler Abstieg in Elend und Kriminalität.
Am nahenden Ende des Films, kurz nach einem Streit mit Max verschwindet Molly in ein Hotel und stirbt, nachdem sie sich den goldenen Schuss gesetzt hat. Als Max erkennt, was er getan hat, rennt er ins Hotel und sieht, dass es zu spät war. Am Ende des tragischen Dramas wird Max von seiner Familie in die Drogentherapie gebracht.

## Kritiken
TV Spielfilm urteilt: „Wenn Mutterliebe zur Hölle wird … dann greift man schon mal zu harten Drogen. So lautet jedenfalls die Botschaft in diesem TV-Familiendrama. Simpel gestricktes Anti-Drogen-Drama“.